# Tahanea

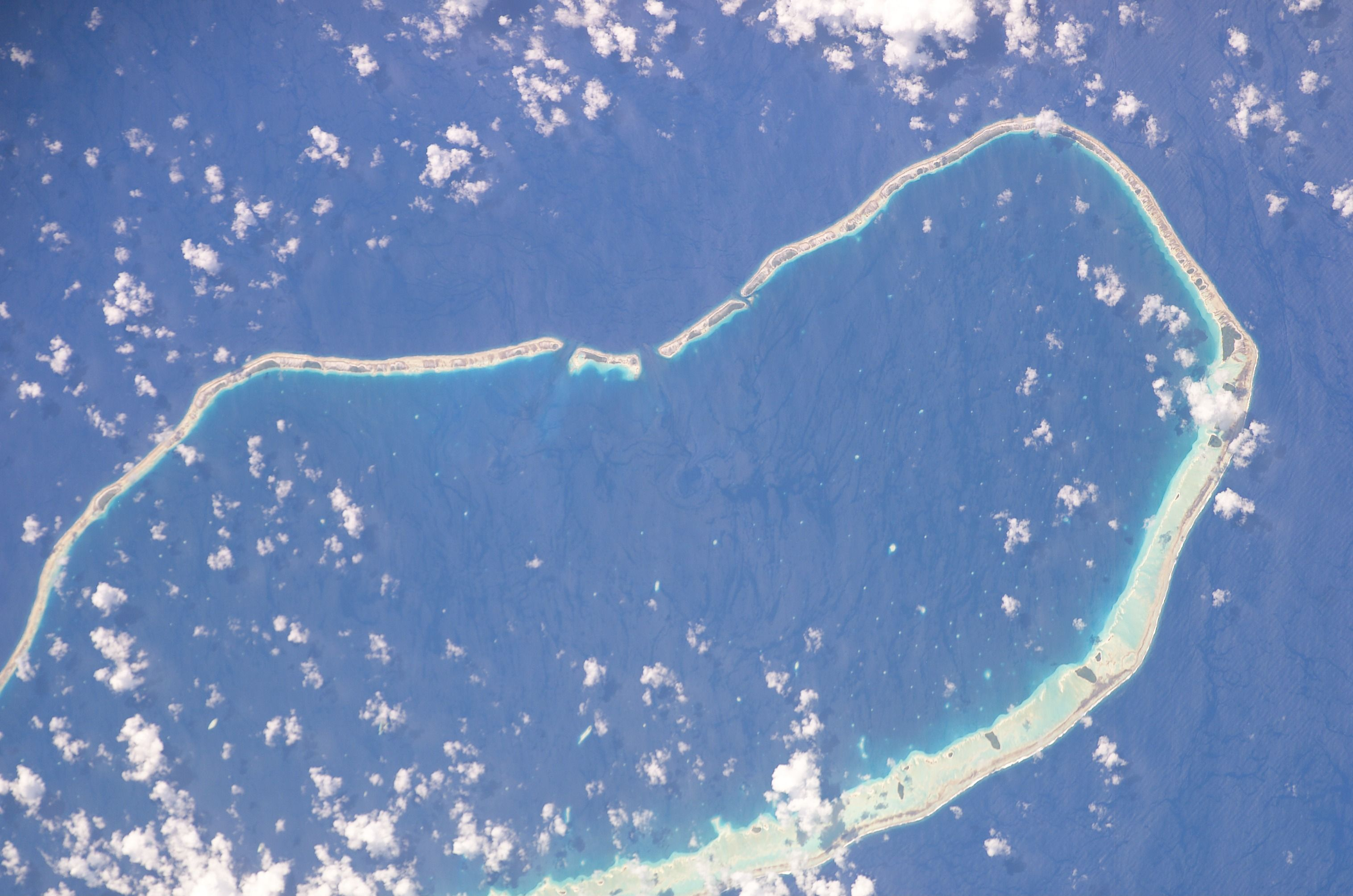
Atol Tahanea

Tahanea (zastarale Tchitchagoff nebo Chichagov) je větší atol v centrální části souostroví Tuamotu ve Francouzské Polynésii.
Nachází se ve středu souostroví na jižní straně. Rozkládá se mezi atoly Faaite a Motutunga, přičemž nejbližším sousedem je první jmenovaný atol ve vzdálenosti necelých 15 km na západ. Centrální ostrov Tahiti je vzdálen přibližně 450 km na jihozápad.

## Geografie atolu
Atol má protáhlý tvar, s úzkým prstencem souše kolem laguny. Prstenec atolu je, podobně jako je tomu u mnoha jiných atolů v oblasti (Fakarava, Arutua, Toau, Kaukura, Faaite aj.). Z jižní strany je tvořen nízkým korálovým útesem, nacházející se pouze těsně na úrovni hladiny oceánu a jen výjimečně přerušený malými ostrůvky (polyn. "motu"). Ze severní strany tvoří prstenec podstatně více souše s vegetací.
Atol má přibližně 47 km na délku a v nejširším místě 17 km na šířku. Voda se z okolního oceánu do az laguny dostává přes útes z jižní strany, zaplavený během přílivu, ale také ze severu třemi širokými a splavnými průplavy - Motupuapua, Teavatapua a Otao, s 430 a 330 a 50 metrovou šířkou. Laguna má celkovou rozlohu 545,1 km2, přičemž na západní polovině je mělčí s desítkami korálových hlav sahajících ze dna až na hladinu.
Z geologického hlediska se jedná o korálový atol, umístěný na vrcholu podmořské sopky, ponořené pouze těsně pod hladinou moře. Sopka z oceánského dna na výšku měří 3,38 km a její stáří se odhaduje na 51,7 až 54,3 milionu. let.

## Dějiny
První písemná zmínka o návštěvě atolu pochází od španělského mořeplavce Domingo de Boenechea z listopadu 1774, který se plavil na lodi Aguila. Atol pojmenoval "San Julian". Různé zdroje uvádějí dva různé dny, 9. listopadu nebo 12. listopadu.
Další informace pochází od Faddeja F. Bellinsgauzena, ten provedl záznam o návštěvě atolu 16. července 1820 a pojmenoval ho "Chichagov".
Poslední známý zápis je od Charlese Wilkese z 15. ledna 1841.

## Současnost
V 19. století, kdy se atol stal francouzským územím, zde žilo přibližně 100 obyvatel. Dnes je oficiálně neobydlený, ale často navštěvovaný lidmi z atolu Faaite kvůli kokosovým plantážím. Při středním průplavu je několik budov a na jednom ze severních ostrovů je postaven malý kostel.
Zprávy od soukromých jachtařů, kteří atol navštěvují zejména kvůli panenské přírodě, růžovému písku  a potápění, hovoří o trvalém osídlení několika lidmi, kteří plní roli jakýchsi strážců atolu a dohlížejí na přítomnost lodí a chování jejich posádek, i když oficiálně žádná stráž ostrova vládou Francouzské Polynésie zatím stanovena nebyla.

## Fauna a flóra
Atol zatím nepatří mezi chráněné území, ale některé živočišné a rostlinné druhy, které se nacházejí na atolu a v jeho vodách, jsou endemické, vzácné nebo ohrožené.
Běžnou vegetací na atolu je kokosová palma, která byla intenzivně vysázená po celé Francouzské Polynésii v první polovině 19. století za účelem těžby kopry.
Z vzácných druhů se zde vyskytuje ohrožený člen velké rodiny brodivých ptáků Scolopacidae, Prosobonia cancellata (v tahitštině kiwi-kiwi), a také endemická Sesbania coccinea, která je podle IUCN také ohroženou rostlinou.

## Administrativní a geografické členění
Geograficky náleží atol Tahanea k největšímu seskupení ostrovů v Tuamotu, Ostrovem Raeffsky. Ty zahrnují ještě i atoly Anaa, Motutunga, Takuma, Raro, Taeng, Nihiru, Makemo, kati, Tuanake, Hiti, Tepoto Sud, Marutea Nord, Haraiki, Aratika, Kauehi, Taiaro a Raraku.
Administrativně spadá atol do komunity Anaa, do které patří ještě kromě stejnojmenného atolu i atol Faaite a neobydlený atol Motutunga.